# Shell plc
Shell plc (раніше відома як Royal Dutch Shell) — транснаціональна корпорація зі штаб-квартирою в Лондоні (Велика Британія), нідерландського та британського походження. Корпорація змінила назву 21 січня 2022 р.
Фінансувала російський проєкт «Північний потік-2».
Після повномасштабного нападу Росії на Україну компанія у перші 2 місяці не зупинила співпрацю з Росією, хоча заявила про створення фонду на підтримку України. Для обходу санкцій та формальної відсутності співпраці з Росією було використано таку схему: продавати кожен барель, що на 49,99 % вироблений у Росії. Тоді, як заявляє Shell, інші 50,01 % складових поставляються з інших джерел, тому нафтовий вантаж технічно не має російського походження.

## Загальна характеристика
Була найбільшою компанією у світі, згідно з рейтингом Fortune Global 500 (2009), вона також посідала друге місце у рейтингу найбільших корпорацій світу Forbes 2000 (2009). Слово «Royal» у назві компанії означало, що вона нагороджена почесним королівським титулом «Koninklijk», яким відзначаються компанії національної важливості для Нідерландів.
Основним бізнесом компанії є розвідка, видобування, переробка, транспортування та збут вуглеводнів, (нафти і природного газу). Shell також має значний нафтохімічний бізнес («Shell Chemicals»), в секторі відновлюваних джерел енергії розвиваються можливості використання вітру, водню та сонця. «Shell» зареєстрована у Великій Британії із своєю корпоративною штаб-квартирою в Гаазі, її податкове розташування — Нідерланди, і її головні біржі реєстрації акцій — Лондонської фондової біржі та Euronext (Амстердам).
Працює більш ніж в 140 країнах. В США її дочірня компанія «Shell Oil Company» з штаб-квартирою у Х'юстоні, штат Техас, є одним з найбільших підприємств «Shell».
За підсумками 2022 року компанія отримала рекордний прибуток у $39,9 млрд, це було спричинено зростанням цін на енергоносії після вторгнення РФ до України.

## Shell в Україні
Shell Retail увійшла на український ринок у 2007 році. На сьогодні мережа АЗС Shell нараховує 132 станції у 20 областях України. У компанії працює близько 1 500 осіб. Shell пропонує клієнтам високоякісні нафтопродукти, включно з пальним Shell V-Power, дизельним пальним та зрідженим нафтовим газом (ЗНГ), а також широкий асортимент супутніх товарів, зокрема смачну їжу та напої. Shell також прагне відповідати потребам власників електромобілів, кількість яких постійно зростає, тому завдяки співпраці з партнерами на українських АЗС було встановлено п’ять швидкісних електрозарядних модулів.
Нова стратегія, яку обрала  компанія, англійською мовою звучить як Powering Progress, а українською може трактуватись українською «Прискорюючи Прогрес». Цей напрям визначає стратегію прискореного переходу  до нульових викидів. Його мета – забезпечити нову цінність для наших акціонерів, клієнтів і суспільства загалом. Powering Progress виконує чотири основні цілі: формування цінності для акціонерів, досягнення нульових викидів, електрифікація нашого повсякденного життя й бережливе ставлення до природи.
Powering Progress ґрунтується на цінностях компанії, а саме – чесності, порядності та поваги до людей, а також на  увазі до безпечного ведення бізнесу. Сюди входить зобов'язання здійснювати бізнес етичним і прозорим шляхом.
Shell змінюється, щоб бути більш цілеспрямованою, більш стійкою і конкурентоспроможною компанією для енергетичної системи не лише сьогодення, а й майбутнього.
На початок 2023 року загальна сума гуманітарних донацій Shell в Україну сягнула 74 млн дол. США. Мета полягала в тому, щоб підтримати українців завдяки співпраці з гуманітарними організаціями як в Україні, так і в сусідніх із нею країнах, куди виїхали мільйони біженців.
Зокрема, в рамках підтримки України компанія виділила майже 11 млн дол. США кільком гуманітарним організаціям, у тому числі $2 млн українському Червоному Хресту, ще $2 млн — Польській гуманітарній акції та $1 млн — Польській пожежній службі для відправки обладнання й медичних матеріалів їхнім колегам в Україні. Також близько $3 млн було надано невеликим організаціям, які функціонують на місцевих рівнях, щоб забезпечити життєво важливу допомогу у цих регіонах. Shell співпрацювала з багатьма партнерами в інших, сусідніх з Україною державах, щоб разом задовольняти всі нагальні потреби.
До того ж Shell виділила $3 млн на гуманітарну допомогу глобальному партнеру з ліквідації наслідків стихійних лих – Mercy Corps, – щоб задовольнити нагальні потреби тих осіб, які постраждали від війни в Україні. Окрім цього, Shell зобов’язалася передати Mercy Corps усі пожертви від працівників компанії.
Прибуток від сирої нафти, купленої на спотовому ринку після вторгнення Росії в Україну, було передано Посольству України у Великій Британії на програму гуманітарної допомоги WithUkraine ($30 млн), а ще $30 млн — Всесвітній продовольчій програмі ООН, щоб підтримати народ України.
Станом на початок 2024 року, мережею автозаправних станцій Shell в Україні управляло ТОВ «Альянс Холдинг». У жовтні 2023 року, Міністерство юстиції України звернулося до ВАКС з позовом щодо націоналізації активів російського бізнесмена Едуарда Худайнатова, який перебуває під санкціями ЄС та України. Позов Мін'юсту стосувався активів різних компаній, зокрема, ТОВ «Альянс Холдинг», яке було створено у 2007 році. У спільному підприємстві з Shell, ТОВ «Альянс Холдинг» належить 49 % акцій. Мережа АЗС Shell в Україні має 132 станції у 20 областях країни. Проте, наприкінці січня 2024 року, ВАКС відхилив запит Мінюсту про націоналізацію 49 % акцій ТОВ "Альянс Холдинг".
23 січня 2025 року Антимонопольний комітет України (АМКУ) дозволив державній компанії «Укрнафта» придбати 51 % частки ТОВ «Альянс Холдинг», що володіє 118 заправками під брендом Shell в Україні.

## Критика
Shell відповідальна за найбільший розлив нафти, який коли-небудь відбувся в прісних водах. 15 січня 1999 року, танкер Shell в озері Магдалена (Аргентина) зіткнувся з іншим танкером, що призвело до виливання всього його вмісту в озеро та забруднення навколишнього середовища, питної води, рослинності і загибелі тварин.